# Арма-Элинская волость
Арма-Элинская волость — административно-территориальная единица в составе Феодосийского уезда Таврической губернии.
Образована в 1860-х годах, в результате земской реформы Александра II, в основном, из селений бывшей Агерманской волости. Располагалась в центральной части уезда, занимая Ак-Монайский перешеек и прилегающие земли. Список селений, относящихся к волости, представлен в труде профессора А. Н. Козловского начала 1860-х годов «Сведения о количестве и качестве воды в селениях, деревнях и колониях Таврической губернии…».

## Состав и население волости в 1864 году
На 1864 год в волости, согласно «Списку населённых мест Таврической губернии по сведениям 1864 года», составленному по результатам VIII ревизии 1864 года, насчитывалось 64 селения с населением 3438 человек.
К моменту VIII ревизии 1864 года селение Джантора, видимо, было покинуто жителями в 1860—1864 годах, в результате эмиграции крымских татар, особенно массовой после Крымской войны 1853—1856 годов, в Турцию и в списках ревизии не значится, но присутствует в книге А. Н. Козловского. Селения Атьеш, Биюк-Коп и Китай, из той же книги, идентифицировать не удалось. К 1886 году волость упразднили, селения были переданы во вновь образованные Владиславскую и Петровскую волости.